# Alexander Archipenko
Aleksandr Porfir'evič Archipenko (in russo Александр Порфирьевич Архипенко?, in ucraino Олександр Порфирович Архипенко?, Oleksandr Porfyrovyč Archypenko), meglio noto con la traduzione anglosassone del suo nome, Alexander Archipenko (Kiev, 30 maggio 1887 – New York, 25 febbraio 1964) è stato uno scultore ucraino naturalizzato statunitense.

## Storia
Aleksandr Porfir'evič Archipenko nacque a Kiev (nell'impero russo, attualmente in Ucraina) nel 1887. Era il figlio di Porfyrij Antonovyč Archypenko e di Paraskevija Vasylivna Mochova-Archypenko ed era il fratello minore di Jevhen Archypenko. Dal 1902 al 1905 studiò scultura nella scuola d'arte di Kiev. Nel 1906 continuò la sua educazione artistica presso Serhij Svitoslavs'kyj, a Kiev, e nello stesso anno vi tenne una mostra con Oleksandr Bohomazov. Quindi si trasferì a Mosca, dove ebbe la possibilità di esporre le sue opere in alcune mostre collettive.
Archipenko nel 1908 si trasferisce a Parigi e il suo stile è profondamente influenzato dai cubisti, in particolare Picasso e Léger. Egli si iscrisse velocemente alla scuola di belle arti, che lasciò dopo poche settimane. Risiedeva nella colonia artistica La Ruche, tra altri artisti ucraini emigrati: Wladimir Baranoff-Rossine, Sonia Delaunay-Terk e Natan Al'tman. Dopo il 1910 espose le proprie opere al Salone degli Indipendenti e al Salone d'Autunno assieme ad Aleksandra Ėkster, Kazimir Malevič, Vadim Meller, Sonia Delaunay-Terk, Georges Braque, André Derain e altri.

Nel 1912 Archipenko tenne la sua prima mostra personale al museo Folkwang di Hagen, in Germania, e dal 1912 al 1914 insegnava alla sua propria scuola d'arte a Parigi. Quattro delle sculture cubiste dell'artista, come Vita di famiglia, e cinque suoi disegni apparvero nell'Armory Show controverso del 1913 a New York. Queste opere vennero caricaturate su New York World.

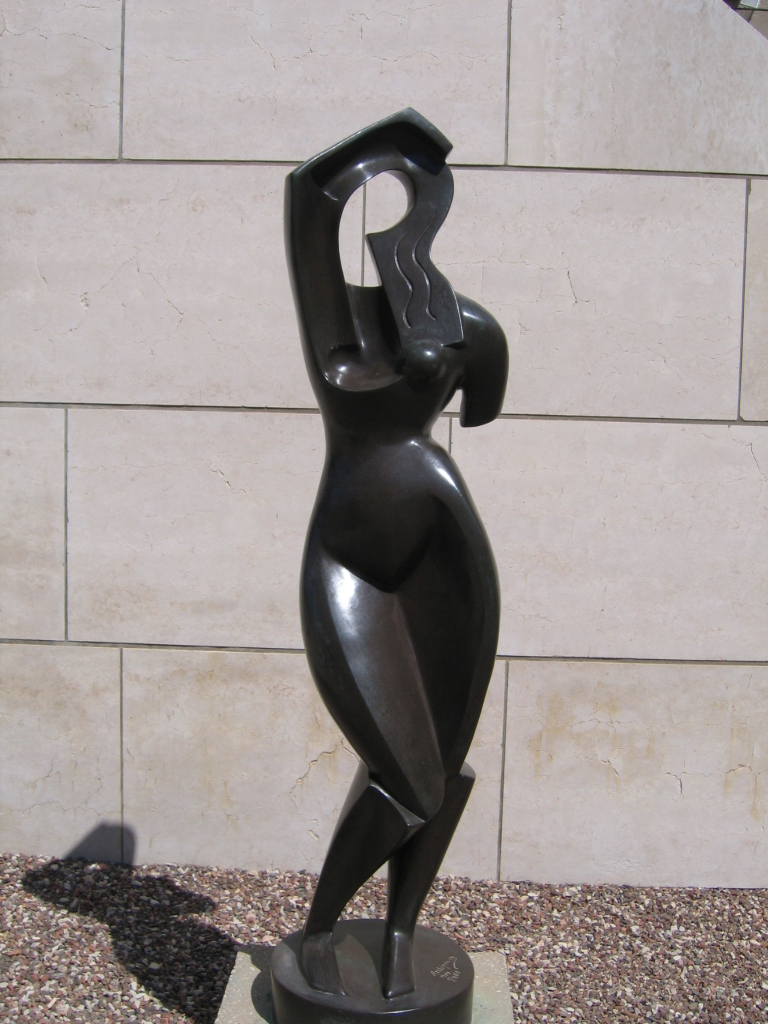
Scultura di Archipenko

La sua scultura, molto dinamica, si struttura in un alternarsi di vuoti e pieni, concavi e convessi, linee rette e oblique. Nel 1914 mette a punto un'originale ricerca artistica, detta Archipentura che, combinando insieme lamine colorate di materiali diversi ad un motore elettrico, dà un effetto di movimento alla superficie del quadro.
Archipenko si trasferì a Nizza nel 1914. Nel 1920 partecipò alla dodicesima Biennale Internazionale dell'Arte di Venezia, in Italia, e nel 1921 si trasferì a Berlino, dove fondò la propria scuola d'arte. Nella sua bottega, tra il 1922 e il 1923, lavora il pittore ucraino Alfred Aberdam. Nel 1922 egli partecipò alla prima mostra d'arte russa nella galleria van Diemen di Berlino assieme ad Aleksandra Ėkster, Kazimir Malevič, Solomon Nikritin, El Lissitskij e altri.
Nel 1923 si trasferisce definitivamente negli Stati Uniti. Dagli anni Venti la sua produzione ha una svolta in senso classicista. Nel 1929 divenne un cittadino degli Stati Uniti (e anglicizzò in proprio nome in Alexander). Nel 1933 espose nel padiglione ucraino di Chicago per l'esposizione universale e contribuì maggiormente al successo del padiglione. Le sue opere occupavano una sala e avevano un valore di 25.000 dollari.
Nel 1936 Archipenko partecipò alla mostra Cubism and Abstract Art a New York così come ad altre mostre in Europa e in altri posti negli Stati Uniti. Venne eletto all'accademia americana di arti e lettere nel 1962.
Alexander Archipenko morì il 25 febbraio 1964 a New York e fu sepolto al cimitero Woodlawn nel Bronx.

## Stile
Archipenko, assieme allo scultore franco-ungherese Joseph Csaky, espose alle prime manifestazioni pubbliche del cubismo a Parigi, il Salone degli Indipendenti e il Salone d'Autunno, nel 1910 e nel 1911: fu il primo, dopo Picasso, ad adoperare lo stile cubista per un'opera di tre dimensioni. Archipenko si allontanò dalla scultura neoclassica del suo tempo, utilizzando dei piani sfaccettati e uno spazio negativo per creare un nuovo modo di guardare la figura umana, mostrando nello stesso momento varie parti del soggetto. Egli è noto per aver introdotto i vuoti scultorei e per la sua mescolanza inventiva di generi durante la sua carriera: l'ideazione di "sculto-dipinti" e in seguito la sperimentazione con materiali come l'acrivill trasparente e la terracotta. Ispirato dalle opere di Picasso e Braque, è inoltre accreditato per aver introdotto il collage al pubblico più vasto con la sua serie Medrano.
La scultrice Ann Weaver Norton fu una sua apprendista per alcuni anni.

## Opere
- Pierrot Carousel (1913)
- Testa (1913)
- Incontro di pugilato (1914)
- Medrano II (1914)
- Flat Torso (1914)
- Donna che cammina (1918)
- Torso Hollywood (1936)